# Burg Dicke
Die Burg Dicke, auch Dickener Schlössle genannt, ist die Ruine einer Höhenburg auf einem Bergplateau bei Stammheim, einem heutigen Stadtteil von Calw im Landkreis Calw in Baden-Württemberg.
Die Reste der Burg, ein quadratischer Turmstumpf und Grabenrest können über den Hof Dicke oder von einem Parkplatz aus dem Nagoldtal zum „Dickener Schlößle“ erreicht werden. Das Burgplateau kann über eine Eisen- und eine Holzleiter bestiegen werden.
Als Erbauer werden die Truchsessen von Waldeck gerechnet.

## Einzelnachweise

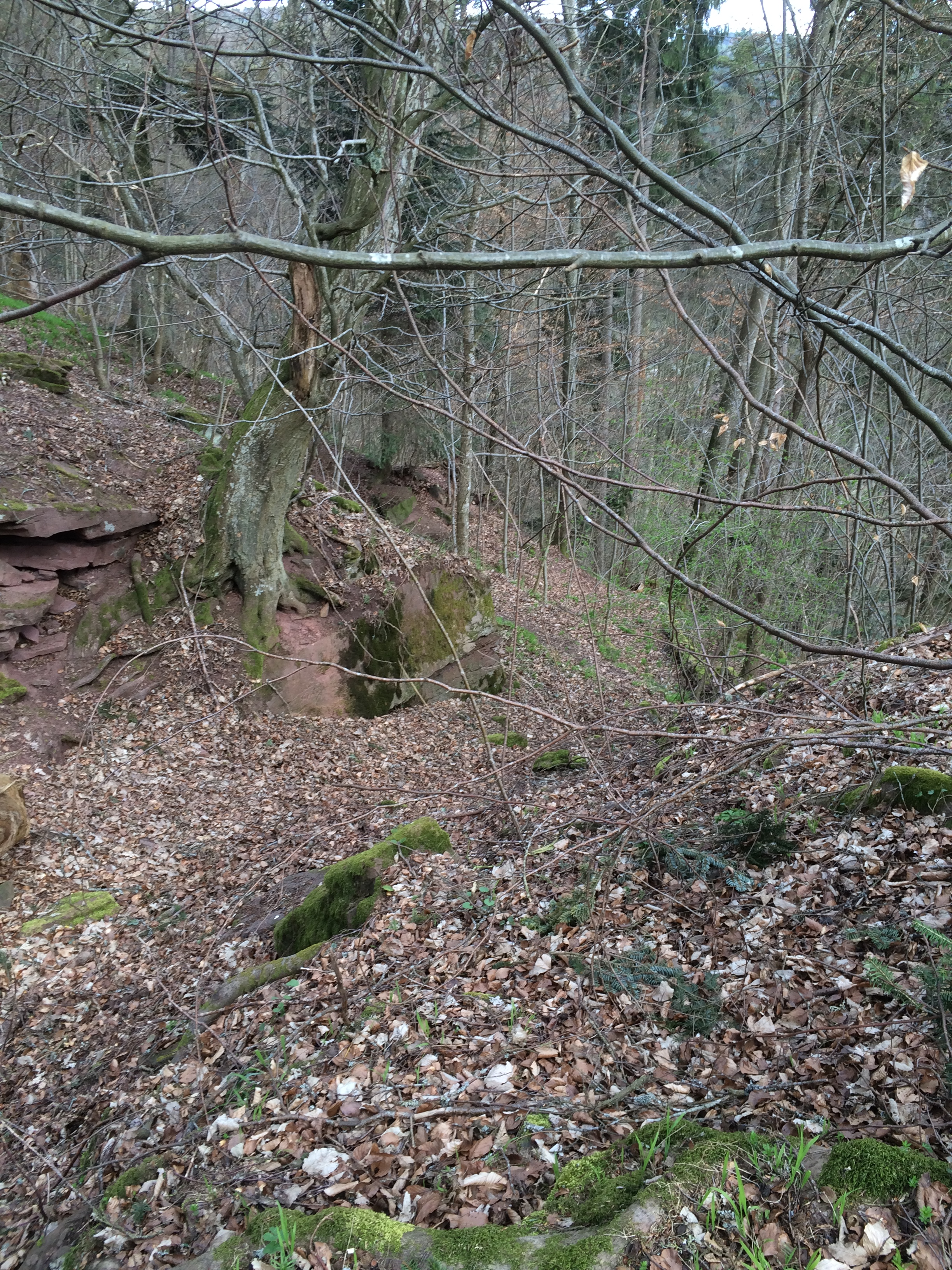
Halsgraben (April 2015)